# Bretschneidera
Bretschneidera is een geslacht uit de familie Akaniaceae. Het geslacht telt een soort die voorkomt van in de oostelijke Himalaya tot in Zuid-China en Noord-Indochina en op het eiland Taiwan.

## Soorten
- Bretschneidera sinensis Hemsl.